# Litidionita
La litidionita és un mineral de la classe dels silicats, que pertany al grup de la litidionita.

## Característiques
La litidionita és un silicat de fórmula química CuNaKSi₄O10. Cristal·litza en el sistema triclínic. La seva duresa a l'escala de Mohs es troba entre 5 i 6.
Segons la classificació de Nickel-Strunz, la litidionita pertany a «09.DG - Inosilicats amb 3 cadenes senzilles i múltiples periòdiques» juntament amb els següents minerals: bustamita, ferrobustamita, pectolita, serandita, wol·lastonita, wol·lastonita-1A, cascandita, plombierita, clinotobermorita, riversideïta, tobermorita, foshagita, jennita, paraumbita, umbita, sørensenita, xonotlita, hil·lebrandita, zorita, chivruaïta, haineaultita, epididimita, eudidimita, elpidita, fenaksita, manaksita, tinaksita, tokkoïta, senkevichita, canasita, fluorcanasita, miserita, frankamenita, charoïta, yuksporita i eveslogita.

## Formació i jaciments
Va ser descoberta al Vesuvi, dins la ciutat metropolitana de Nàpols (Campània, Itàlia). També ha estat descrita a la fumarola Arsenàtnaia del volcà Tolbàtxik (Krai de Kamtxatka, Rússia), i a la mina Snowstorm (Nevada, Estats Units). Aquests tres indrets són els únics de tot el planeta on ha estat descrita aquesta espècie mineral.